# Strangers with Candy
Strangers with Candy è una serie televisiva statunitense in 30 episodi trasmessi per la prima volta nel corso di 3 stagioni dal 1999 al 2000.
È una sitcom incentrata sulle vicende di Geraldine Antonia "Jerri" Blank, una sbandata, ex prostituta ed ex tossicodipendente che a 46 anni torna a vivere nella vecchia casa con il padre e si reiscrive a scuola, nella Flatpoint High School della città fittizia di Flatpoint. Ogni episodio è caratterizzato da un tema o una lezione morale, anche se le lezioni sono spesso amorali o deformate. In un episodio sui disturbi alimentari, Jerri apprende che è accettabile diventare bulimica perché è utile per convincere la gente a prestare più attenzione verso di lei. In un altro episodio, Jerri impara che "la violenza in realtà non è l'unico modo per risolvere un conflitto, ma è l'unico modo per vincere."
Nel 2005 fu distribuito il film omonimo Strangers with Candy, un prequel basato sulla serie televisiva con Amy Sedaris, Stephen Colbert e Paul Dinello nel cast.

## Personaggi e interpreti
- Jerri Blank (31 episodi, 1999-2012), interpretata da Amy Sedaris.
- Geoffrey Jellineck (30 episodi, 1999-2000), interpretato da Paul Dinello.
- Chuck Noblet (30 episodi, 1999-2000), interpretato da Stephen Colbert.
- Preside Onyx Blackman (30 episodi, 1999-2000), interpretato da Greg Hollimon.
- Sara Blank (30 episodi, 1999-2000), interpretata da Deborah Rush.
- Derrick Blank (28 episodi, 1999-2000), interpretato da Larc Spies.
- Orlando Pinatubo (22 episodi, 1999-2000), interpretato da Orlando Pabotoy.
- Tammi Littlenut (14 episodi, 1999-2000), interpretata da Maria Thayer.
- Coach Cherri Wolf (13 episodi, 1999-2000), interpretata da Sarah Thyre.
- Guy Blank (12 episodi, 1999-2000), interpretato da Roberto Gari.
- Iris Puffybush (12 episodi, 2000), interpretata da Dolores Duffy.
- Troy (7 episodi, 2000), interpretato da Troy Metcalf.
- Chip Beavers (6 episodi, 1999-2000), interpretato da Patrick Blindauer.
- Stew (4 episodi, 1999-2000), interpretato da David Pasquesi.
- Ginger (4 episodi, 2000), interpretata da Virginia Williams.
- P-John (4 episodi, 1999-2000), interpretato da Matt Blumm.
- Studente (4 episodi, 2000), interpretato da Alfredo De Quesada.

## Produzione
La serie, ideata da Stephen Colbert, Mitch Rouse e Paul Dinello, fu prodotta da Comedy Central e Paramount Home Entertainment e girata a New York, a Rutherford, Verona Park e Wayne, nel New Jersey. Le musiche furono composte da Mark Levenson.

### Registi
Tra i registi sono accreditati:
- Peter Lauer in 18 episodi (1999-2000)
- Juan José Campanella in 8 episodi (2000)
- Dan Dinello in 2 episodi (1999-2000)
- Danny Leiner in 2 episodi (1999)
- Adam Bernstein

### Sceneggiatori
Tra gli sceneggiatori sono accreditati:
- Stephen Colbert in 30 episodi (1999-2000)
- Paul Dinello in 30 episodi (1999-2000)
- Amy Sedaris in 30 episodi (1999-2000)
- Mitch Rouse in 28 episodi (1999-2000)
- Matt Lappin in 23 episodi (1999-2000)
- Randolph Heard in 6 episodi (1999)
- Florrie Fisher

## Distribuzione
La serie fu trasmessa negli Stati Uniti dal 7 aprile 1999 al 20 ottobre 2000 sulla rete televisiva Comedy Central.

## Episodi
| Stagione         | Episodi | Prima TV USA |
| ---------------- | ------- | ------------ |
| Prima stagione   | 10      | 1999         |
| Seconda stagione | 10      | 2000         |
| Terza stagione   | 10      | 2000         |